# Mario Sports Superstars
Mario Sports Superstars ist ein Sportspiel, das von Bandai Namco Entertainment und Camelot entwickelt und von Nintendo am 10. März 2017 in Europa, am 11. März 2017 in Australien, am 24. März 2017 in Nordamerika und am 30. März 2017 in Japan exklusiv für den Nintendo 3DS veröffentlicht wurde. Das Spiel enthält fünf Minispiele: Fußball, Baseball, Tennis, Golf und Pferderennen.

## Spielprinzip
Das Spiel besteht aus fünf Sportarten – Fußball, Baseball, Tennis, Golf und Pferderennen. Der Fußball-Teil des Spiels enthält zum Beispiel ein Elf-gegen-Elf-Spiel. Jede einzelne Sportart enthält Einzelspieler-Turniere, lokale Mehrspieler- und Online-Mehrspieler-Spielmodi.

## Entwicklung
Das Spiel wurde während einer Nintendo Direct am 1. September 2016 erstmals angekündigt. Der Titel wurde gemeinsam von Bandai Namco Studios und Camelot Software Planning entwickelt. Das Spiel wurde in den PAL-Regionen am 10. März 2017, in Nordamerika am 24. März 2017 und in Japan am 30. März 2017 veröffentlicht.

## Rezeption
Mario Sports Superstars erhielt laut dem Bewertungsportal Metacritic gemischte Kritiken. Bis Mai 2017 hatte sich das Spiel in Japan über 92.829 Mal verkauft.